# SES-10
O SES-10 é um satélite de comunicação geoestacionário que foi construído pela Airbus Defence and Space. Ele está localizado na posição orbital de 67 graus de longitude oeste e é operado pela SES. O satélite foi baseado na plataforma Eurostar-3000 e sua expectativa de vida útil é de 15 anos.

## História
A SES ordenou em fevereiro de 2014, a construção do satélite SES-10 para expandir as capacidades da empresa na América Latina e no Caribe por meio de feixes de alta potência adaptados para fornecer transmissões direct-to-home, empresarial e serviços de conectividade de banda larga em toda a região.
A cobertura abrangente do SES-10 inclui o México, América Central e América do Sul, assim como o Caribe. O satélite foi inserido na posição orbital de 67 graus de longitude oeste, nos termos de um acordo entre a Comunidade Andina (Bolívia, Colômbia, Equador e Peru) e SES, prevê o uso de rede de satélite da Comunidade Andina Simon Bolívar 2. O feixe projetado especificamente do SES-10 sobre os Estados-membros da Comunidade Andina, combinado com o seu ângulo de elevação ideal, representa uma proposta única para os operadores de telecomunicações, empresas de radiodifusão e fornecedores de serviços para os países andinos.
Com 50 transponders de alta potência em banda Ku, o satélite fornece capacidade de substituição para os satélites AMC-3 e AMC-4, bem como a expansão da capacidade na posição orbital de 67 graus oeste. A SES tem vindo a fornecer serviços essenciais para os clientes da região a partir desta posição orbital desde 2010. O SES-10 foi construído pela Airbus Defence and Space baseado na plataforma Eurostar-3000. O satélite foi projetado para operar por 15 anos em órbita geoestacionária, a utilização de um sistema de propulsão elétrica de plasma para manobras em órbita e um sistema químico para a entrada na órbita inicial e algumas manobras em órbita. O SES-10 tem uma potência elétrica de 13 kW.

## Lançamento
O satélite estava inicialmente previsto para ser lançado ao espaço no ano de 2016,  porém uma série de atrasos fizeram o lançamento ser remarcado para o dia 30 de março de 2017, às 7:27 PM. O satélite utilizou o veículo Falcon 9 Full Thrust "reutilizado" lançado a partir da Estação da Força Aérea de Cabo Canaveral, na Flórida, EUA. Foi o primeiro voo na história em que um primeiro estágio de um veículo de lançamento foi reutilizado após o pouso, técnica desenvolvida pela SpaceX para diminuir o custo de lançamento de foguetes, utilizando nesse caso o primeiro estágio da 23a missão da SpaceX, o CRS-8. Como a massa do satélite era maior do que a capacidade nominal GTO do veículo, ele foi colocado em uma sub-órbita de transferência geoestacionária pelo veículo de lançamento. Ele tinha uma massa de lançamento de 5300 kg.

## Pouso e importância histórica
Pouco tempo após o lançamento, o primeiro estágio do veículo de lançamento da SpaceX retornou a superfície pousando de forma autônoma no barco "Of Course I Still Love You", também autônomo, da SpaceX. Foi o primeiro pouso de um veículo de lançamento reutilizado, se tornando um marco histórico da exploração espacial.

## Capacidade e cobertura
O SES-10 está equipado com 50 transponders em banda Ku de alta potência para fornecer serviços de telecomunicação ao México, Caribe, aos países de língua espanhola da América do Sul em um único feixe, e oferecer uma cobertura completa sobre o Brasil, com a capacidade de suportar a comunicação da exploração de petróleo e gás ao largo da costa do Brasil.